# Joud Fahmy
Joud Fahmy (arab. جود فهمي; ur. 20 lutego 1994) – saudyjska judoczka. Olimpijka z Rio de Janeiro 2016, gdzie zajęła 22. miejsce w wadze półlekkiej. 
Nie przystąpiła do walki, prawdopodobnie aby uniknąć pojedynku z Izraelką Gili Cohen.

## Letnie Igrzyska Olimpijskie 2016
| Konkurencja | Eliminacje                   | Klas. końcowa |
| Konkurencja | Przeciwnik I                 | Miejsce       |
| ----------- | ---------------------------- | ------------- |
| 52 kg       | Christianne Legentil (MRI) P | 22.           |